# Western Culture
Western Culture è il quinto e ultimo album del gruppo musicale britannico Henry Cow, pubblicato nel 1979 dopo il loro scioglimento.

## Composizione e registrazione
Nel 1977 gli Henry Cow si sganciarono definitivamente dalla Virgin Records – con la quale avevano pubblicato i loro primi quattro album – e più in generale interruppero ogni rapporto con l'industria discografica in segno di presa di distanza dal capitalismo, optando per l'autofinanziamento mediante dischi interamente autoprodotti e, ovviamente, i concerti.
Nello stesso periodo all'interno del gruppo sorsero divergenze in merito alla linea artistica da seguire: da una parte Chris Cutler, Fred Frith e Dagmar Krause orientati verso la forma canzone, dall'altra Tim Hodgkinson e Lindsay Cooper più interessati alla sperimentazione strumentale. Nello spirito collegiale da sempre tipico della formazione, si decise di portare avanti due progetti paralleli e distinti ma con il contributo di tutti.
Nel gennaio 1978 i cinque, presso i Sunrise Studios di Kirchberg, registrarono alcune canzoni che divennero il nucleo principale dell'album Hopes and Fears, poi completato a Londra in marzo e pubblicato a nome Art Bears (Cutler, Frith e Krause, con gli altri in veste di ospiti); al medesimo periodo risale anche la registrazione del brano strumentale 1/2 the Sky, composto da Cooper e Hodgkinson.
Terminate le sedute di gennaio, Dagmar Krause si prese una pausa di alcuni mesi, poiché fisicamente e psicologicamente debilitata; al suo rientro gli Henry Cow tennero alcuni concerti, l'ultimo in assoluto dei quali in piazza del Duomo a Milano il 25 luglio 1978, dopodiché i soli Hodgkinson, Frith, Cutler e Cooper tornarono a Kirchberg per registrare altri sei brani interamente strumentali che, insieme al già citato 1/2 the Sky, andarono a costituire Western Culture. Ad affiancarli, la bassista/violoncellista Georgie Born e la trombonista/violinista Annemarie Roelofs, già loro collaboratrici stabili dal vivo e come Cooper provenienti dal Feminist Improvising Group (FIG). Una quarta musicista del FIG infine, la pianista di free-jazz svizzera Irène Schweizer, suonò sul brano Gretels Tale.
Subito dopo le sessioni di Western Culture, gli Henry Cow dichiararono definitivamente chiusa la loro esperienza, per le già emerse divergenze artistiche e per una situazione economica non più sostenibile; l'album uscì postumo l'anno seguente. Intanto, nel dicembre del 1978, tutti gli ex componenti il gruppo ormai disciolto contribuirono a fondare, assieme ad altri omologhi europei, il collettivo politico-musicale transeuropeo Rock in Opposition, da loro stessi teorizzato già in marzo e destinato a restare di fatto attivo fino a tutto il 1979. Nei decenni a venire, ex membri di Henry Cow sarebbero tornati a collaborare tra loro in varie combinazioni e in più occasioni, sia in studio che dal vivo, senza però mai riesumare ufficialmente il nome del gruppo.

## Tracce
Lato A
Musica di Tim Hodgkinson.
1. Industry (strumentale) – 6:58
2. The Decay of Cities (strumentale) – 6:55
3. On the Raft (strumentale) – 4:01

Lato B
Musica di Lindsay Cooper, eccetto dove indicato.
1. Falling Away (strumentale) – 7:38
2. Gretels Tale (strumentale) – 3:58
3. Look Back (strumentale) – 1:19
4. 1/2 the Sky (strumentale) – 5:14 (musica: Cooper, Hodgkinson)

## Formazione
Henry Cow
- Chris Cutler – batteria, batteria elettronica, rumore, pianoforte, tromba
- Lindsay Cooper – fagotto, oboe, sax soprano, flauto sopranino
- Fred Frith – chitarra elettrica e acustica, basso elettrico, sax soprano
- Tim Hodgkinson – organo elettronico, clarinetto, sax alto, chitarra hawaiana, pianoforte

Ospiti
- Georgina 'Georgie' Born – basso elettrico
- Annemarie Roelofs – trombone, violino
- Irène Schweizer – pianoforte (traccia B2)